# Nati nel 1579
| Questa pagina contiene informazioni ricavate automaticamente dalle voci biografiche con l'ausilio del template Bio e di un bot. L'aggiornamento è periodico e automatico e ricostruisce completamente la pagina. Se manca una persona in questa lista, sei pregato di non aggiungerla, ma accertati piuttosto che la sua voce biografica contenga il template Bio e che i dati anagrafici siano correttamente compilati. Se il template Bio manca, inseriscilo tu stesso o, in alternativa, metti l'avviso {{tmp\|Bio}} che ne segnala la mancanza. Se i dati riportati sono sbagliati, correggi direttamente la voce biografica; le modifiche saranno visibili in questa lista entro pochi giorni. Per chiarimenti vedi il progetto biografie. La lista contiene solo le 73 persone che sono citate nell'enciclopedia e per le quali è stato implementato correttamente il template Bio. Pagina aggiornata al 10 ago 2025. |

## Gennaio(4)
- 7 gennaio - Juan Manuel Pérez de Guzmán, VIII duca di Medina Sidonia, nobile e generale spagnolo († 1636)
- 12 gennaio - Jean Baptiste van Helmont, chimico, fisiologo e medico fiammingo († 1644)
- 23 gennaio - Maria di Hohenzollern, nobile († 1649)
- 27 gennaio - Antonio Tornielli, vescovo cattolico italiano († 1650)

## Febbraio(3)
- 5 febbraio - Suzuki Shōsan, militare e monaco buddista giapponese († 1655)
- 9 febbraio - Johannes van Meurs, umanista, filologo classico e storico olandese († 1639)
- 24 febbraio - Johann Jacob Grasser, storico e archeologo svizzero († 1627)

## Marzo(1)
- 25 marzo - Giovanni Briccio, pittore, drammaturgo e musicista italiano († 1645)

## Aprile(2)
- 10 aprile - Augusto di Brunswick-Lüneburg, nobile tedesco († 1666)
- 12 aprile - François de Bassompierre, militare e diplomatico francese († 1646)

## Maggio(1)
- 2 maggio - Tokugawa Hidetada, militare giapponese († 1632)

## Giugno(1)
- 17 giugno - Luigi I di Anhalt-Köthen, principe tedesco († 1650)

## Luglio(3)
- 2 luglio - Janusz Radziwiłł, nobile lituano († 1620)
- 13 luglio - Arthur Dee, medico e alchimista inglese († 1651)
- 14 luglio - Cesare Magati, chirurgo, scrittore e religioso italiano († 1647)

## Agosto(5)
- 1º agosto - Luis Vélez de Guevara, drammaturgo spagnolo († 1644)
- 18 agosto - Carlotta Flandrina di Nassau, badessa francese († 1640)
- 21 agosto - Enrico II di Rohan, condottiero francese († 1638)
- 23 agosto - Thomas Dempster, storico e etruscologo scozzese († 1625)
- 23 agosto - Dorotea di Schwarzburg-Sondershausen, nobildonna tedesca († 1639)

## Settembre(4)
- 1º settembre - Giovanni Federico di Holstein-Gottorp, arcivescovo luterano tedesco († 1634)
- 16 settembre - Francesco Bernardino Visconti, nobile italiano
- 17 settembre - Charles Howard, II conte di Nottingham, nobile inglese († 1642)
- 21 settembre - Rambaldo XIII di Collalto, condottiero italiano († 1630)

## Ottobre(4)
- 1º ottobre - Jacopo Soldani, umanista e poeta italiano († 1641)
- 4 ottobre - Guido Bentivoglio, cardinale, arcivescovo cattolico e storico italiano († 1644)
- 17 ottobre - Paweł Piasecki, vescovo cattolico e politico polacco († 1649)
- 18 ottobre - Benedetto Fioretti, filosofo, filologo e teologo italiano († 1642)

## Novembre(5)
- 11 novembre - Frans Snyders, pittore fiammingo († 1657)
- 16 novembre - Federico Corner, cardinale e patriarca cattolico italiano († 1653)
- 22 novembre - Johannes Stalpaert van der Wiele, presbitero e poeta olandese († 1630)
- 25 novembre - Mōri Hidemoto, militare giapponese († 1650)
- 30 novembre - Anselm Casimir Wambolt von Umstadt, arcivescovo cattolico tedesco († 1647)

## Dicembre(5)
- 1º dicembre - Tomaso Pombioli, pittore italiano († 1636)
- 9 dicembre - Martino de Porres, religioso peruviano († 1639)
- 14 dicembre - Gherardo Silvani, architetto e scultore italiano († 1675)
- 22 dicembre - Paul Juvenel il Vecchio, pittore tedesco († 1643)
- 26 dicembre - Lodovico Flori, gesuita, economista e latinista italiano († 1647)

## Senza giorno specificato(35)
- Pietro di Fabrizio Accolti, politico, scienziato e pittore italiano († 1642)
- Alessandro Adimari, letterato e grecista italiano († 1649)
- John Amner, compositore inglese († 1641)
- Maddalena Antognetti, modella italiana
- Dominicus Arumaeus, giurista tedesco († 1637)
- Francesco Balducci, poeta italiano († 1642)
- Giulio Cesare Begni, pittore italiano († 1659)
- Trophime Bigot, pittore francese († 1650)
- Nicolas Briot, medaglista e inventore francese († 1646)
- George Calvert, politico inglese († 1632)
- Catherine Henriette de Balzac d'Entragues, nobile francese († 1633)
- Chikurin-in, nobildonna giapponese († 1649)
- Germana Cousin, francese († 1601)
- Pietro D'Asaro, pittore italiano († 1647)
- Raffaele Della Torre, giurista e storico italiano († 1666)
- Orazio Falconieri, nobile italiano († 1664)
- John Fletcher, drammaturgo inglese († 1625)
- John Egerton, I conte di Bridgewater, nobile e politico inglese († 1649)
- Kasuga no Tsubone, nobile e politica giapponese († 1643)
- Giovanni Tommaso Malloni, vescovo cattolico e teologo italiano († 1649)
- Donato Arsenio Mascagni, pittore e scultore italiano († 1637)
- Alfonso Mendes, patriarca cattolico e gesuita portoghese († 1659)
- Johannes Messenius, storico e drammaturgo svedese († 1636)
- Jens Munk, navigatore e esploratore danese († 1628)
- John Ogilvie, gesuita, missionario e santo scozzese († 1615)
- Francisco Ruiz de Castro, politico spagnolo († 1637)
- Giovanni Domenico Sala, medico e nutrizionista italiano († 1644)
- Chimalpahin, scrittore († 1660)
- Giovanni Battista Scanaroli, vescovo cattolico italiano († 1664)
- Jacopo Sigoni, medico, religioso e storiografo italiano († 1658)
- Giovanni Domenico Spinola, cardinale e arcivescovo italiano († 1646)
- Esmé Stewart, III duca di Lennox, nobile scozzese († 1624)
- Tirso de Molina, religioso, drammaturgo e poeta spagnolo († 1648)
- Giovanni Valesio, incisore italiano († 1623)
- Walter Yonge, politico e mercante inglese († 1649)